# Висока техничка школа струковних студија у Нишу
Висока техничка школа струковних студија у Нишу  основана је 28. маја 1976. године, решењем Скупштине општине Ниш првобитно као Виша школа за образовање радника Станко Пауновић - Ниш. У међувремену, иновирањем наставних планова и програма и увођењем нових одсека, смерова и усмерења, школа је доживела неколико трансформација.

## О Школи
Висока техничка школа струковних студија је савремена високошколска државна установа. Основни циљеви и задаци школе у складу су са циљевима високог образовања који су утврђени законом. На основу Закона о високом образовању, основна делатност школе је у оквиру образовно-научног поља техничко-технолошке науке, а огледа се у остваривању високог образовања у оквиру акредитованих студијских програма.

### Историјат Школе
Висока техничка школа струковних студија са првобитним називом Школа за више образовање радника Станко Пауновић основана је маја 1976. године. Школа је отпочела са радом 3. децембра 1976. године и образовала кадар из области економије, машинства, електронике, грађевине, хемије и технологије.
Школа је 1978. године променила назив у Вишу школу за образовање радника Станко Пауновић када је, у складу са потребама, у то време јаке привреде града, увела и одсек робни промет, али је услед рационализације мреже вишег и високог школства, школске 1983/84. године, укинут одсек за робни промет и од тада се Школа искључиво бави образовањем кадра техничке струке.
Осамдесетих година прошлог века у југословенском друштву уведен је систем усмереног образовања, па је Школа 1980. године уместо Више школе за образовање радника Станко Пауновић добила нови назив: Виша школа усмереног образовања Станко Пауновић. Када је дошло до реформе система образовања и укидања усмереног образовања Школа се 1987. године трансформише у Вишу техничку школу.
Према решењу Министарства просвете и спорта Виша техничка школа, школске 2003/2004. године закључно са школском 2006/2007. уписује студенте на студијске групе чији су програми урађени по концепту трогодишњих примењених студија, који садрже битна обележја болоњског процеса, односно студијске програме вредноване по европском концепту преноса бодова. 
Доношењем Закона о високом образовању 2005. године, а на основу дозволе за рад издате од стране Министарства просвете и спорта Виша техничка школа наставља да ради као високошколска установа под називом Висока техничка школа струковних студија. Одлуком Комисије за акредитацију и проверу квалитета Републике Србије, Висока техничка школа струковних студија је у мају 2007. године успешно акредитовала студијске програме основних струковних студија: индустријско инжењерство, савремене рачунарске технологије, комуникацијоне технологије и грађевинско инжењерство. Исте године у децембру месецу је акредитован и студијски програм друмски саобраћај, а студијски програм Заштита животне средине први пут је акредитован 2010. године. Школа је 2008. године акредитовала и студије другог степена, односно специјалистичке струковне студије: Безбедност друмског саобраћаја, Комуникационе технологије, Савремене рачунарске технологије, Комунално инжењерство, Инжењерство заштите животне средине.
Одлуком Владе Србије од јуна 2019. године, а на основу статусне промене,  обејдињавањем ресурса Високе техничке школе струковних студија Ниш, Високе струковне школе примењених студија Врање и Високе струковне школе за васпитаче из Пирота, створена је модерна и функционална установа 
Академија техничко-васпитачких струковних студија Ниш.

### Школа данас
Школа располаже одговарајућим потребним ресурсима (наставни кадар, простор, опрема, лабораторије, кабинети, ...) тако да, у оквиру студијских програма, може успешно организовати специјалистичке струковне студије и мастер струковне студије (студије другог степена), као и студије изван седишта школе. Поред основних делатности, користећи расположиве ресурсе, школа обавља и неке друге послове за своје потребе и комерцијално, при чему ове активности не смеју угрожавати квалитет основне делатности.

## Студијски програми
Своју основну делатност школа остварује реализацијом одговарајућих студијских програма. 

### Основне струковне студије
На основним струковним студијама у школи, реализују се следећи студијски програми :
- индустријско инжењерство,
- друмски саобраћај,
- комуникационе технологије,
- савремене рачунарске технологије,
- грађевинско инжењерство и
- заштита животне средине.

### Специјалистичке струковне студије
На специјалистичким струковним студијама у Школи, реализују се следећи студијски програми:
- инжењерство заштите животне средине,
- безбедност друмског саобраћаја,
- комуникационе технологије,
- савремене рачунарске технологије и
- комунално инжењерство.

Од 2020. године настава  се реализују кроз мастер струковне студије.

### Мастер струковне студије
На мастер струковним стидијама у Школи, реализује се следећи студијски програми:
- управљање отпадом,
- мултимедијалне комуникационе технологије,
- информационе технологије и системи,
- друмски саобраћај и транспорт,
- производно – информационе технологије,
- Грађевинске конструкције и управљање изградњом